# Антон I (граф Ольденбурга)
Антон I (нем. Anton I von Oldenburg; 1505 — 21 января 1573) — граф Ольденбурга и Дельменхорста в 1529—1573 годах. Его родителями были Иоганн V, граф Ольденбурга (1460—1525), и Анна Ангальт-Цербстская.

## Биография
Антон I был самым младшим сыном Иоганна V и имел давний спор со своими братьями, Иоганном VI, Георгом и Христофом о том, кто будет единственным правителем графства Ольденбург. В 1529 году он стал регентом графства. В 1531 году император Карл V официально признал его графом Ольденбурга и (формально) Дельменхорста.
В 1547 году, во время Шмалькальденской войны, Антон занял Дельменхорст, который был захвачен Мюнстером ещё в 1482 году. Он усилил оборону своего графства за счет расширения крепости. За реализацию строительных проектов граф платил из доходов от церковного имущества, конфискованного во время Реформации. Орден Святого Иоанна подал на него в суд по поводу конфискованного имущества, но после длительного судебного разбирательства Антон добился успеха в споре.
При содействии фермеров Штадланда и Бутъядингена, занятых ещё в 1514 году отцом Антона, графу удалось получить большое количество плодородной территории путем строительства дамб вокруг некоторых водно-болотных угодий у Ядебузена. Он построил несколько крупных поместий, чтобы укрепиться на этих новых землях.
В 1566 году его брат Христоф умер, и Антон стал единственным правителем Ольденбурга и Дельменхорста.
Антон I умер в 1573 году, ему наследовал его сын Иоганн VII.

## Семья и дети
Антон женился 1 января 1537 года в Ольденбурге на герцогине Софии Саксен-Лауэнбургской (ум. 7 октября 1571), дочери герцога Магнуса I и Екатерины Брауншвейг-Вольфенбюттельской. У них родились:
- Екатерина (8 августа 1538 — 1 февраля 1620); выдана в 1561 году за Альберта II, графа Хойя (1526 — 18 марта 1563).
- Анна (3 апреля 1539 — 25 августа 1579); выдана 16 февраля 1566 года за Иоганна Гюнтера I, графа Шварцбург-Зондерсгаузенского (20 декабря 1532 — 28 октября 1586).
- Иоганн VII (9 сентября 1540 — 12 ноября 1603); женился в 1576 году на Елизавете Шварцбург-Бланкенбургской (13 апреля 1541 — 26 декабря 1612).
- Кристиан (7 ноября 1544 — 6 августа 1570)
- Клара (1 ноября 1547 — 30 мая 1598)
- Антон II (8 сентября 1550 — 25 октября 1619); женился в 1600 году на Сивилле Елизавете Брауншвейг-Данненбергской (4 июня 1576 года — 9 июля 1630).